# Zhu Jun
Zhu Jun (chinesisch 朱俊; * 2. Juli 1984 in Gaoyou, Provinz Jiangsu) ist ein chinesischer Florettfechter.

## Werdegang
Zhu kam als Zehnjähriger an die Yangzhou-Sportschule in der Provinz Jiangsu. Im Jahr darauf wechselte er an die Guangzhou-Sportschule. Seit 2002 trainiert er am Guangdong-Sportkolleg mit der Nationalmannschaft Chinas.
Der erste große internationale Erfolg gelang Zhu bei der Juniorenweltmeisterschaft 2004 im bulgarischen Plowdiw, als er sowohl im Einzel- wie auch im Mannschaftswettbewerb den Titel gewann. Zwei Jahre später errang er als Mitglied der chinesischen Nationalmannschaft bei den Asienspielen 2006 in Doha die Goldmedaille im Mannschaftswettbewerb.
Bei den Olympischen Sommerspielen drang er im Einzel bis ins Halbfinale vor, unterlag dort aber klar dem späteren Olympiasieger Benjamin Kleibrink (Deutschland). Im anschließenden Kampf um die Bronzemedaille unterlag er knapp mit 14:15 dem Italiener Salvatore Sanzo und belegte am Ende Rang 4.
Bei der Weltmeisterschaft 2009 in Antalya gewann er nach Finalniederlage gegen Andrea Baldini (Italien) die Silbermedaille.
2010 und 2011 errang er jeweils bei der Asienmeisterschaft Bronze im Florett-Einzel. Bei den Olympischen Spielen 2012 in London belegte er den 27. Platz.